# Catasetum punctatum
Catasetum punctatum är en orkidéart som beskrevs av Robert Allen Rolfe. Catasetum punctatum ingår i släktet Catasetum och familjen orkidéer. Inga underarter finns listade i Catalogue of Life.